# Hawk-Eye

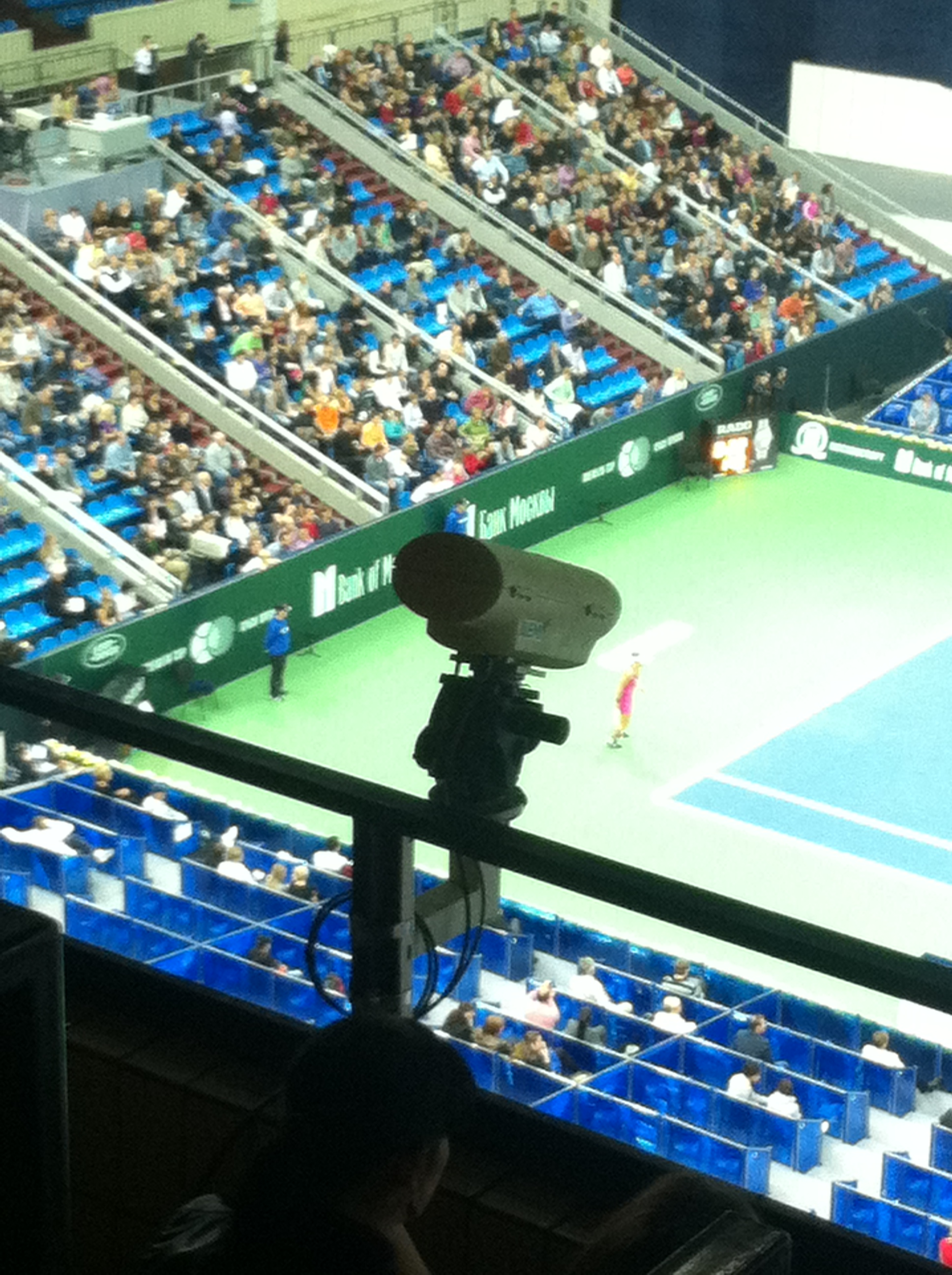
Hawkeyecamera bij een tenniswedstrijd

Hawk-Eye ("haviksoog") is een in het cricket, tennis en andere sporten gehanteerd computersysteem dat de baan van de bal volgt. Het werd in 2001 ontwikkeld door Dr. Paul Hawkins van Roke Manor Research Limited, een dochteronderneming van Siemens. De technologie werd later ondergebracht in een eigen onderneming, Hawk-Eye Innovations Ltd., dat een joint venture met de televisieproductiemaatschappij Sunset + Vine aanging. In maart 2011 kocht Sony Corporation het bedrijf, dat sindsdien gevestigd is in het Europese Sony-kantoor te Basingstoke.

## Methode
Hawk-Eye maakt gebruik van ten minste zes televisiecamera's die aan een computer gelinkt zijn en die rond de baan of het veld staan opgesteld. De computer leest de beelden in real-time en volgt de baan van de bal op elke camera. Deze zes verschillende invalshoeken worden dan gecombineerd, wat resulteert in een accurate driedimensionele weergave van het pad van de bal die in een virtual reality-simulatie kan worden bekeken.

## Cricket
De technologie werd voor het eerst toegepast door de Britse televisiezender Channel 4, tijdens een Test-match (een meerdaagse cricketwedstrijd) tussen Pakistan en Engeland op Lord's Cricket Ground op 21 april 2001. Sindsdien is het een onmisbaar instrument voor commentatoren. Het systeem wordt echter niet door umpires gebruikt om beslissingen te nemen. Het wordt voornamelijk door veel televisiezenders gebruikt om de baan van de bal te volgen.
De voornaamste toepassing in het cricket is het analyseren van zogenaamde leg before wicket-situaties: een van de manieren waarop een slagman uit de wedstrijd kan worden geworpen. Dit is een situatie waarbij de bal het lichaam van de slagman raakt en dit voorkomt dat de bal de wicket raakt. Hawk-Eye kan de vermoedelijke baan van de bal bepalen en antwoord geven op de vraag of de bal de wicket inderdaad geraakt zou hebben. Momenteel  is de informatie alleen beschikbaar voor de televisiekijker, hoewel het in de toekomst door de derde umpire, die nu alleen de conventionele slow motionbeelden ziet, gebruikt kan gaan worden.

## Tennis
Hawk-Eye wordt ook gebruikt bij de televisieverslaggeving van enkele grote tennistoernooien, waaronder Wimbledon, het Stella Artois-toernooi in Queens, het Australian Open, de Davis Cup en de Tennis Masters Cup. De technologie is ook door IBM geïmplementeerd in een uitgebreider tennissimulatiesysteem, PointTracker. Samen met Cyclops en Auto-ref, is dit een van enkele systemen die met behulp van een mens lijnbeslissingen nemen.
Sinds 2006 wordt het systeem officieel gebruikt in tennistoernooien, ter correctie van beslissingen van de umpire en de lijnrechters. Beide spelers (of teams) hebben het recht driemaal per set de Hawk-Eye aan te roepen (dit heet een challenge); bij elke incorrecte challenge gaat er een af. Bij tie-breaks krijgen de spelers een extra challenge, en ook wanneer het 6-6 staat in de vijfde set. Beslissingen op basis van de Hawk-Eye animatie zijn onherroepelijk. Bij wedstrijden op gravel is het systeem niet nodig, omdat daar de balafdruk als bewijs dient. Het komt echter ook voor dat op gravel wel Hawk-Eye wordt toegepast als aanvulling op de balafdruk, bijvoorbeeld als deze niet duidelijk is. Dan is op de Hawk-Eye wel goed te zien of de bal in of uit is. Dit komt bijvoorbeeld voor op Roland Garros. In maart 2006 werd Hawk-Eye voor het eerst officieel gebruikt, tijdens het Nasdaq-100 Open tennistoernooi.
De Hopman Cup 2006 in Perth was het eerste tennistoernooi op eliteniveau dat spelers toestond scheidsrechterlijke (lijn)beslissingen in twijfel te trekken. Scheidsrechters konden op basis van het bekijken van de beelden een beslissing herzien. Er werd gebruik gemaakt van tien televisiecamera's, die op het systeem waren aangesloten. Michaëlla Krajicek was de eerste speelster die een challenge aanvroeg.
Het US Open van 2006 was het eerste grandslamtoernooi waar het systeem actief bij de wedstrijd betrokken werd en het spelers werd toegestaan lijnbeslissingen in twijfel te trekken.
Tijdens Wimbledon 2007 genoot Carlos Moyá (tegen Tim Henman) de twijfelachtige eer als eerste door zijn challenges heen te zijn, toen hij een beslissing wilde aanvechten. Zijn bal bleek uit.
Voor Nederland had het 34e ABN-AMRO World Tennis Tournament in februari 2007 de primeur.
Hawk-Eye kan direct ('live') tonen of een bal in of uit is, maar er wordt sinds het opstellen van uniforme regels in 2008 voor gekozen om alleen gebruik te maken van herhalingen.

## Snooker
Sinds het WK Snooker van 2007 gebruikt de BBC de Hawk-Eye om het zicht van de spelers op de tafel weer te geven, voornamelijk in het geval van snooker. Bij mislukte stoten werd er gebruikgemaakt van een soort animatie, met het idee om in beeld te brengen wat de speler in gedachten zou hebben. Ook kan de scheidsrechter met behulp van het systeem de ballen na een foutieve stoot terugleggen in de oorspronkelijke positie.

## Voetbal
In 2007 werd op nationaal niveau getest met het systeem: in augustus van dat jaar werden testen voltooid door de Premier League op het oefenveld van Reading FC
In januari 2012 haalde het systeem van dit bedrijf, samen met één concurrent, de eerst fase van het Goal Line Technology project van de FIFA. Later dat jaar werd Fase 2 getest.
In 2012 ging de FIFA Fase 2 testen uitvoeren met Hawk-Eye: tijdens een oefen-interland op 2 juni tussen België en gastland Engeland in Wembley werd het systeem getest.
In 2012 werd door de FIFA besloten doellijntechnologie definitief in te voeren bij voetbal. Na testen op onder andere het Wereldkampioenschap voetbal voor clubs van 2012 en de Confederations Cup van 2013 werd de keuze teruggebracht tot GoalRef of Hawk-Eye. Vanaf 2013 wordt het systeem Hawk-Eye door de KNVB ook in enkele wedstrijden getest.

## Volleybal
Op de Olympische Spelen van Rio in 2016 werd de Hawk-Eye ook gebruikt bij het volleybal. Dit werkt op dezelfde manier als in het tennis. Een team kan bij een twijfelachtige beslissing over een in- of uitbal de Hawk-Eye aanspreken (challenge) en dan kan het systeem direct tonen of de bal in of uit is.

## Verdere ontwikkelingen
De aankoop is er op gericht om de positie van het bedrijf in het cricket te versterken en zijn intrede in tennis en andere internationale sporten te doen. Hawk-Eye is ook in het basketbal geïntroduceerd.
Volgens de website van Hawk-Eye, genereert het systeem meer informatie dan op televisie is te zien. Deze informatie kan makkelijk op het internet worden weergegeven. Wisden is ook eigenaar van de cricketwebsite Cricinfo; Wisden zou door Hawk-Eye gegeneerde gegevens kunnen meenemen in hun onlineverslaggeving van cricket op Cricinfo, en hier zodoende een impuls aan geven.
Codemasters, een Brits maker van videospelletjes, heeft een licentie verworven voor het gebruik van het merk Hawk-Eye, en de toepassing van de technologie in het Sony PlayStation 2-computerspel "Brian Lara International Cricket 2005".